# Campeonato Europeu de Halterofilismo de 2022
O Campeonato Europeu de Halterofilismo de 2022 foi a 100ª edição do campeonato, sendo organizado pela Federação Europeia de Halterofilismo, no Parque Olímpico, em Tirana, na Albânia, entre 28 de maio a 5 de junho de 2022. Foram disputadas 20 categorias (10 masculino e 10 feminino) com a presença de 285 halterofilistas de 39 nacionalidades.

## Calendário
| Data→ Categoria ↓ | Sab 28 | Dom 29 | Seg 30 | Ter 31 | Qua 01 | Qui 02 | Sex 03 | Sab 04 | Dom 05 |
| ----------------- | ------ | ------ | ------ | ------ | ------ | ------ | ------ | ------ | ------ |
| 55 kg             |        | ●      |        |        |        |        |        |        |        |
| 61 kg             |        | ●      |        |        |        |        |        |        |        |
| 67 kg             |        |        | ●      |        |        |        |        |        |        |
| 73 kg             |        |        |        | ●      |        |        |        |        |        |
| 81 kg             |        |        |        |        | ●      |        |        |        |        |
| 89 kg             |        |        |        |        |        | ●      |        |        |        |
| 96 kg             |        |        |        |        |        |        | ●      |        |        |
| 102 kg            |        |        |        |        |        |        |        | ●      |        |
| 109 kg            |        |        |        |        |        |        |        | ●      |        |
| +109 kg           |        |        |        |        |        |        |        |        | ●      |

| Data→ Categoria ↓ | Sab 28 | Dom 29 | Seg 30 | Ter 31 | Qua 01 | Qui 02 | Sex 03 | Sab 04 | Dom 05 |
| ----------------- | ------ | ------ | ------ | ------ | ------ | ------ | ------ | ------ | ------ |
| 45 kg             | ●      |        |        |        |        |        |        |        |        |
| 49 kg             | ●      |        |        |        |        |        |        |        |        |
| 55 kg             |        | ●      |        |        |        |        |        |        |        |
| 59 kg             |        |        | ●      |        |        |        |        |        |        |
| 64 kg             |        |        |        | ●      |        |        |        |        |        |
| 71 kg             |        |        |        |        | ●      |        |        |        |        |
| 76 kg             |        |        |        |        |        | ●      |        |        |        |
| 81 kg             |        |        |        |        |        |        | ●      |        |        |
| 87 kg             |        |        |        |        |        |        |        | ●      |        |
| +87 kg            |        |        |        |        |        |        |        |        | ●      |

## Medalhistas

### Masculino
| Evento     | Ouro                            | Ouro      | Prata                         | Prata     | Bronze                          | Bronze    |
| até 55 kg  | até 55 kg                       | até 55 kg | até 55 kg                     | até 55 kg | até 55 kg                       | até 55 kg |
| ---------- | ------------------------------- | --------- | ----------------------------- | --------- | ------------------------------- | --------- |
| Arranque   | Josué Brachi · Espanha          | 115 kg    | Goderdzi Berdelidze · Geórgia | 114 kg    | Angel Rusev · Bulgária          | 113 kg    |
| Arremesso  | Angel Rusev · Bulgária          | 144 kg    | Josué Brachi · Espanha        | 141 kg    | Dmytro Voronovskyi · Ucrânia    | 134 kg    |
| Total      | Angel Rusev · Bulgária          | 257 kg    | Josué Brachi · Espanha        | 256 kg    | Dmytro Voronovskyi · Ucrânia    | 242 kg    |
| até 61 kg  |                                 |           |                               |           |                                 |           |
| Arranque   | Ivan Dimov · Bulgária           | 135 kg    | Simon Brandhuber · Alemanha   | 134 kg    | Ferdi Hardal · Turquia          | 131 kg    |
| Arremesso  | Gabriel Marinov · Bulgária      | 157 kg    | Jon Luke Mau · Alemanha       | 156 kg    | Simon Brandhuber · Alemanha     | 152 kg    |
| Total      | Ivan Dimov · Bulgária           | 286 kg    | Simon Brandhuber · Alemanha   | 286 kg    | Gabriel Marinov · Bulgária      | 279 kg    |
| até 67 kg  |                                 |           |                               |           |                                 |           |
| Arranque   | Shota Mishvelidze · Geórgia     | 142 kg    | Valentin Genchev · Bulgária   | 139 kg    | Acorán Hernández · Espanha      | 138 kg    |
| Arremesso  | Valentin Genchev · Bulgária     | 175 kg    | Yusuf Fehmi Genç · Turquia    | 167 kg    | Shota Mishvelidze · Geórgia     | 165 kg    |
| Total      | Valentin Genchev · Bulgária     | 314 kg    | Shota Mishvelidze · Geórgia   | 307 kg    | Acorán Hernández · Espanha      | 299 kg    |
| até 73 kg  |                                 |           |                               |           |                                 |           |
| Arranque   | Erkand Qerimaj · Albânia        | 150 kg    | Kakhi Asanidze · Geórgia      | 150 kg    | Muhammed Furkan Özbek · Turquia | 149 kg    |
| Arremesso  | Muhammed Furkan Özbek · Turquia | 190 kg    | Piotr Kudłaszyk · Polónia     | 181 kg    | Kakhi Asanidze · Geórgia        | 176 kg    |
| Total      | Muhammed Furkan Özbek · Turquia | 339 kg    | Kakhi Asanidze · Geórgia      | 326 kg    | Piotr Kudłaszyk · Polónia       | 324 kg    |
| até 81 kg  |                                 |           |                               |           |                                 |           |
| Arranque   | Andrés Mata · Espanha           | 160 kg    | Rafik Harutyunyan · Armênia   | 160 kg    | Bozhidar Andreev · Bulgária     | 153 kg    |
| Arremesso  | Rafik Harutyunyan · Armênia     | 194 kg    | Bozhidar Andreev · Bulgária   | 190 kg    | Andrés Mata · Espanha           | 186 kg    |
| Total      | Rafik Harutyunyan · Armênia     | 354 kg    | Andrés Mata · Espanha         | 346 kg    | Bozhidar Andreev · Bulgária     | 343 kg    |
| até 89 kg  |                                 |           |                               |           |                                 |           |
| Arranque   | Antonino Pizzolato · Itália     | 175 kg    | Andranik Karapetyan · Armênia | 174 kg    | Karlos Nasar · Bulgária         | 171 kg    |
| Arremesso  | Antonino Pizzolato · Itália     | 217 kg    | Karlos Nasar · Bulgária       | 211 kg    | Cristiano Ficco · Itália        | 206 kg    |
| Total      | Antonino Pizzolato · Itália     | 392 kg    | Karlos Nasar · Bulgária       | 382 kg    | Revaz Davitadze · Geórgia       | 369 kg    |
| até 96 kg  |                                 |           |                               |           |                                 |           |
| Arranque   | Davit Hovhannisyan · Armênia    | 171 kg    | Ara Aghanyan · Armênia        | 170 kg    | Tudor Bratu · Moldávia          | 165 kg    |
| Arremesso  | Romain Imadouchène · França     | 210 kg    | Maksym Dombrovskyi · Ucrânia  | 207 kg    | Davit Hovhannisyan · Armênia    | 206 kg    |
| Total      | Davit Hovhannisyan · Armênia    | 377 kg    | Ara Aghanyan · Armênia        | 375 kg    | Romain Imadouchène · França     | 370 kg    |
| até 102 kg |                                 |           |                               |           |                                 |           |
| Arranque   | David Fischerov · Bulgária      | 177 kg    | Marcos Ruiz · Espanha         | 176 kg    | Samvel Gasparyan · Armênia      | 176 kg    |
| Arremesso  | David Fischerov · Bulgária      | 215 kg    | Samvel Gasparyan · Armênia    | 214 kg    | Marcos Ruiz · Espanha           | 208 kg    |
| Total      | David Fischerov · Bulgária      | 392 kg    | Samvel Gasparyan · Armênia    | 390 kg    | Marcos Ruiz · Espanha           | 384 kg    |
| até 109 kg |                                 |           |                               |           |                                 |           |
| Arranque   | Hristo Hristov · Bulgária       | 180 kg    | Giorgi Chkheidze · Geórgia    | 174 kg    | Sargis Martirosjan · Áustria    | 172 kg    |
| Arremesso  | Hristo Hristov · Bulgária       | 211 kg    | Giorgi Chkheidze · Geórgia    | 210 kg    | Onur Demirci · Turquia          | 202 kg    |
| Total      | Hristo Hristov · Bulgária       | 391 kg    | Giorgi Chkheidze · Geórgia    | 384 kg    | Arsen Martirosyan · Armênia     | 371 kg    |
| + 109 kg   |                                 |           |                               |           |                                 |           |
| Arranque   | Lasha Talakhadze · Geórgia      | 217 kg    | Varazdat Lalayan · Armênia    | 211 kg    | Gor Minasyan · Armênia          | 210 kg    |
| Arremesso  | Lasha Talakhadze · Geórgia      | 245 kg    | Varazdat Lalayan · Armênia    | 240 kg    | Jiří Orság · Chéquia            | 237 kg    |
| Total      | Lasha Talakhadze · Geórgia      | 462 kg    | Varazdat Lalayan · Armênia    | 451 kg    | Gor Minasyan · Armênia          | 446 kg    |

- — Recorde mundial

### Feminino
| Evento    | Ouro                           | Ouro      | Prata                             | Prata     | Bronze                          | Bronze    |
| até 45 kg | até 45 kg                      | até 45 kg | até 45 kg                         | até 45 kg | até 45 kg                       | até 45 kg |
| --------- | ------------------------------ | --------- | --------------------------------- | --------- | ------------------------------- | --------- |
| Arranque  | Şaziye Erdoğan · Turquia       | 73 kg     | Teodora-Luminița Hîncu · Moldávia | 68 kg     | Radmila Zagorac · Sérvia        | 68 kg     |
| Arremesso | Şaziye Erdoğan · Turquia       | 90 kg     | Cansu Bektaş · Turquia            | 85 kg     | Radmila Zagorac · Sérvia        | 84 kg     |
| Total     | Şaziye Erdoğan · Turquia       | 163 kg    | Cansu Bektaş · Turquia            | 153 kg    | Radmila Zagorac · Sérvia        | 152 kg    |
| até 49 kg |                                |           |                                   |           |                                 |           |
| Arranque  | Anhelina Lomachynska · Ucrânia | 80 kg     | Giulia Imperio · Itália           | 79 kg     | María Giménez-Guervós · Espanha | 72 kg     |
| Arremesso | Giulia Imperio · Itália        | 92 kg     | María Giménez-Guervós · Espanha   | 91 kg     | Anhelina Lomachynska · Ucrânia  | 87 kg     |
| Total     | Giulia Imperio · Itália        | 171 kg    | Anhelina Lomachynska · Ucrânia    | 167 kg    | María Giménez-Guervós · Espanha | 163 kg    |
| até 55 kg |                                |           |                                   |           |                                 |           |
| Arranque  | Evagjelia Veli · Albânia       | 95 kg     | Kamila Konotop · Ucrânia          | 94 kg     | Nina Sterckx · Bélgica          | 94 kg     |
| Arremesso | Kamila Konotop · Ucrânia       | 113 kg    | Evagjelia Veli · Albânia          | 113 kg    | Nina Sterckx · Bélgica          | 111 kg    |
| Total     | Evagjelia Veli · Albânia       | 208 kg    | Kamila Konotop · Ucrânia          | 207 kg    | Nina Sterckx · Bélgica          | 205 kg    |
| até 59 kg |                                |           |                                   |           |                                 |           |
| Arranque  | Lucrezia Magistris · Itália    | 98 kg     | Dora Tchakounté · França          | 96 kg     | Sofia Georgopoulou · Grécia     | 94 kg     |
| Arremesso | Ine Andersson · Noruega        | 118 kg    | Dora Tchakounté · França          | 117 kg    | Lucrezia Magistris · Itália     | 114 kg    |
| Total     | Dora Tchakounté · França       | 213 kg    | Lucrezia Magistris · Itália       | 212 kg    | Ine Andersson · Noruega         | 208 kg    |
| até 64 kg |                                |           |                                   |           |                                 |           |
| Arranque  | Mariia Hanhur · Ucrânia        | 102 kg    | Nuray Güngör · Turquia            | 99 kg     | Daniela Gherman · Suécia        | 96 kg     |
| Arremesso | Nuray Güngör · Turquia         | 120 kg    | Berfin Altun · Turquia            | 120 kg    | Mariia Hanhur · Ucrânia         | 120 kg    |
| Total     | Mariia Hanhur · Ucrânia        | 222 kg    | Nuray Güngör · Turquia            | 219 kg    | Vicky Graillot · França         | 208 kg    |
| até 71 kg |                                |           |                                   |           |                                 |           |
| Arranque  | Lisa Schweizer · Alemanha      | 103 kg    | Monika Marach · Polónia           | 99 kg     | Aysel Özkan · Turquia           | 98 kg     |
| Arremesso | Patricia Strenius · Suécia     | 130 kg    | Line Ravn Gude · Dinamarca        | 121 kg    | Lisa Schweizer · Alemanha       | 120 kg    |
| Total     | Patricia Strenius · Suécia     | 224 kg    | Lisa Schweizer · Alemanha         | 223 kg    | Monika Marach · Polónia         | 215 kg    |
| até 76 kg |                                |           |                                   |           |                                 |           |
| Arranque  | Marie Fegue · França           | 110 kg    | Maria Kireva · Bulgária           | 104 kg    | Tatev Hakobyan · Armênia        | 104 kg    |
| Arremesso | Marie Fegue · França           | 135 kg    | Daniela Ivanova · Letônia         | 126 kg    | Dilara Uçan · Turquia           | 121 kg    |
| Total     | Marie Fegue · França           | 245 kg    | Daniela Ivanova · Letônia         | 222 kg    | Dilara Uçan · Turquia           | 220 kg    |
| até 81 kg |                                |           |                                   |           |                                 |           |
| Arranque  | Iryna Dekha · Ucrânia          | 116 kg    | Alina Marushchak · Ucrânia        | 108 kg    | Nina Schroth · Alemanha         | 101 kg    |
| Arremesso | Iryna Dekha · Ucrânia          | 137 kg    | Dilara Narin · Turquia            | 133 kg    | Alina Marushchak · Ucrânia      | 127 kg    |
| Total     | Iryna Dekha · Ucrânia          | 253 kg    | Alina Marushchak · Ucrânia        | 235 kg    | Dilara Narin · Turquia          | 232 kg    |
| até 87 kg |                                |           |                                   |           |                                 |           |
| Arranque  | Solfrid Koanda · Noruega       | 109 kg    | Anastasiia Manievska · Ucrânia    | 107 kg    | Anastasiia Hotfrid · Geórgia    | 106 kg    |
| Arremesso | Solfrid Koanda · Noruega       | 143 kg    | Anastasiia Manievska · Ucrânia    | 130& kg   | Elena Cîlcic · Moldávia         | 129 kg    |
| Total     | Solfrid Koanda · Noruega       | 252 kg    | Anastasiia Manievska · Ucrânia    | 237 kg    | Anastasiia Hotfrid · Geórgia    | 235 kg    |
| + 87 kg   |                                |           |                                   |           |                                 |           |
| Arranque  | Emily Campbell · Reino Unido   | 118 kg    | Melike Günal · Turquia            | 108 kg    | Sarah Fischer · Áustria         | 102 kg    |
| Arremesso | Emily Campbell · Reino Unido   | 153 kg    | Melike Günal · Turquia            | 134 kg    | Sarah Fischer · Áustria         | 128 kg    |
| Total     | Emily Campbell · Reino Unido   | 271 kg    | Melike Günal · Turquia            | 242 kg    | Sarah Fischer · Áustria         | 230 kg    |

## Quadro de medalhas
Quadro de medalhas no total combinado
| Ordem | País        | Medalha de ouro | Medalha de prata | Medalha de bronze | Total |
| ----- | ----------- | --------------- | ---------------- | ----------------- | ----- |
| 1     | Bulgária    | 5               | 1                | 1                 | 8     |
| 2     | Ucrânia     | 2               | 4                | 1                 | 7     |
| 3     | Turquia     | 2               | 3                | 2                 | 7     |
| 3     | Armênia     | 2               | 3                | 2                 | 7     |
| 5     | Itália      | 2               | 1                | 0                 | 3     |
| 6     | França      | 2               | 0                | 2                 | 4     |
| 7     | Geórgia     | 1               | 3                | 2                 | 6     |
| 8     | Noruega     | 1               | 0                | 1                 | 2     |
| 9     | Albânia     | 1               | 0                | 0                 | 1     |
| 9     | Reino Unido | 1               | 0                | 0                 | 1     |
| 9     | Suécia      | 1               | 0                | 0                 | 1     |
| 12    | Espanha     | 0               | 2                | 3                 | 5     |
| 13    | Alemanha    | 0               | 2                | 0                 | 2     |
| 14    | Letônia     | 0               | 1                | 0                 | 1     |
| 15    | Polónia     | 0               | 0                | 2                 | 2     |
| 16    | Áustria     | 0               | 0                | 1                 | 1     |
| 16    | Bélgica     | 0               | 0                | 1                 | 1     |
| 16    | Sérvia      | 0               | 0                | 1                 | 1     |
| Total | Total       | 20              | 20               | 20                | 60    |

## Países participantes
285 halterofilistas de 39 países participaram do campeonato.
| - Albânia (12) - Armênia (13) - Áustria (4) - Azerbaijão (1) - Bélgica (4) - Bósnia e Herzegovina (3) - Bulgária (13) - Croácia (5) - Chéquia (15) - Dinamarca (12) | - Estónia (2) - Finlândia (9) - França (5) - Geórgia (11) - Alemanha (7) - Reino Unido (15) - Grécia (4) - Hungria (5) - Islândia (2) - Irlanda (5) | - Israel (5) - Itália (6) - Kosovo (2) - Letônia (5) - Lituânia (5) - Luxemburgo (1) - Malta (1) - Moldávia (12) - Países Baixos (10) - Noruega (9) | - Polónia (11) - Sérvia (2) - Eslováquia (12) - Eslovênia (1) - Espanha (12) - Suécia (6) - Suíça (2) - Turquia (18) - Ucrânia (18) |

- Halterofilistas da Bielorrússia e da Rússia não foram autorizados a participar do evento devido a interversão da Rússia na Ucrânia.